# Středový úhel
Úhel, jehož vrcholem je střed O kružnice a jehož ramena procházejí krajními body oblouku AB kružnice k, se nazývá středový úhel příslušný k oblouku AB, který v tomto úhlu leží.

Středový úhel

Velikost středového úhlu je rovna dvojnásobku velikosti obvodového úhlu příslušného k témuž oblouku.